# 犯罪學
犯罪學（英語：Criminology）是一門社會科學，主題是尋找犯罪行為的現象與規律，尋找犯罪發生的原因，藉此尋找方法以減輕犯罪對社會的影響（最後這項於今日已被更精緻地分科為刑事政策，而與犯罪學同屬刑事學的分支學門）。除了針對犯罪人以外，犯罪學研究也會調查社會與政府對犯罪的認定標準和反應，以及研究如何改善被害人的處境。
在研究方法上，當世的犯罪學特別著重於應用社會學、心理學和經濟學的理論及研究方法來觀察和瞭解犯罪現象、成因。此外，隨著大腦神經科學和基因的研究興盛，這兩種領域的觀點也越來越受犯罪學的歡迎。

## 歷史
在十八世紀中葉，犯罪學隨著法學家和社會學家對犯罪和法律概念的興趣而興起，各學派亦漸次出現。

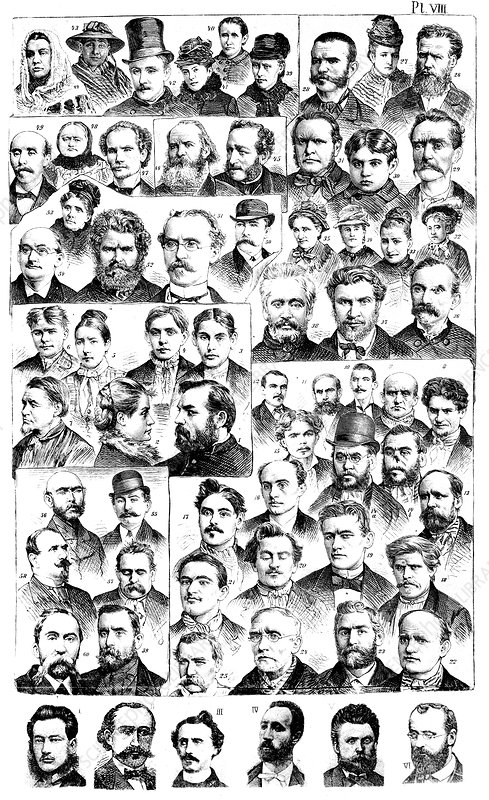
19世纪德国罪犯群体的插图。1-7号（中左）是杀人犯。数字 8-25号（右下）是窃贼（14a和14b描绘了一个有假鼻子的罪犯）。 26-38 号（右上）是扒手。39-44号（左上）是商店扒手。最后一组（左上和左下）是伪造犯和诈骗犯。底部是六名破产者。此插图来自《犯罪人》（L'Homme Criminel），意大利犯罪学家兼医生 切萨雷·龙勃罗梭所著的《犯罪人论》（L'Uomo Delinquente）（1876年）的法文版。

在1885年，意大利的法學教授拉斐尔·加罗法洛創造了“犯罪學”（義大利語：criminologia）這個專有名詞。約同一時間法國人類學者Paul Topinard首次於法國文獻中使用犯罪學一詞（法語：criminologie）。

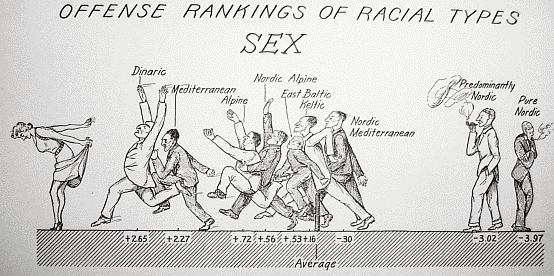
针对各人种的性犯罪比例研究，显示第拿里人种最高，其次为地中海人种、阿尔卑斯人种、北欧-阿尔卑斯人种（也称亚北欧人种，为一种介于北欧人种与阿尔卑斯人种之间的人种类型）、东波罗的人种、凯尔特人种（为一种混合轻微地中海人种与第拿里人种血统的北欧人种）、北大西洋人种、北欧人种为最低。《Crime and the Man》（1939年），厄内斯特·胡顿著，埃尔默·瑞辛（Elmer Rising）绘图。

20世纪初的人类学家认为人类学与犯罪学之间存在相关性，其中同时结合人种学，人体测量学及社会学的研究，认为犯罪率高低与人种区别存在关联，后来亦造就科学种族主义的兴起。

## 古典學派
犯罪學的古典學派出現於18世紀中後葉，歐洲各國刑事改革浪潮中。是時，監獄被設計出來作為替代中世紀各種酷刑的懲罰方法，諸般人權呼聲與刑罰執行上的變革相繼出現，獵巫、刑求逼供、糾問訴訟等制度相繼被廢除。大尺度的發展，便是法國大革命後所提出的人權宣言、美國制憲會議所提出的憲法權利清單等等。
18世紀中後葉的古典學派是建基於功利主義哲學。貝加利亞、邊沁及其他的古典學派思想家認為：
1. 人擁有決定自己行動的自由意志。
2. 人是快樂主義者，他尋求自己定義的快樂之最大化、避免痛苦，亦即一種「理性盤算」，會在行動前計算為此所付出的和從中得到的，然後才決定行動與否——這種觀點明顯源於功利主義的哲學；但它同時忽略了行為的非理性及無意識的因素。
3. （嚴厲的）刑罰會增加一個行為的成本，驅使人遠離犯罪[2]。
4. 所以越快速和越確定（即：確定會發生）的懲罰，越能阻止犯罪。

過了兩百五十年之後的今天，回頭審視古典犯罪學派的理論，可以評價為：當時的哲學家與法學家們憑著自身對社會、人類、尤其對犯罪人的觀察，提出了一套解釋的命題。這套命題在當時，由於人類行為科學的實證研究尚不發達，因此欠缺客觀的證據。不過隨著兩百五十年來實證研究的日益發達，這些命題逐漸得到犯罪生物學、犯罪社會學、犯罪心理學上的支持或反對證據。

## 實證主義學派
19世紀，法國社會學家奥古斯特·孔德将科學實驗的方法應用於社會科學領域。孔德強調社會現象及人類行為之研究，必須以嚴謹的科學方法為基礎，始可得客觀的研究發現，否則就沒有社會現象的社會知識。其曾謂：「沒有實證研究方法，即沒有社會現象的真實知識。」
相應地，犯罪學的實證學派也出現於19世紀中，主張運用科學方法去研究犯罪行為的原因。此時期的研究大多發現，犯罪是出於一些個人所不能控制的因素，無論是內在的或外在的。犯罪學實證主義大致可分為生理學／生物學、心理學和社會學三個方向；相應地，各學者所提出的犯罪成因解釋和犯罪預防方法，也就帶有各自學門的色彩。

### 義大利學派
犯罪學實證學派最早期的代表人物是三個19世紀義大利的犯罪學學者，切薩雷·龍勃羅梭、恩里科·费里、拉斐尔·加罗法洛，他們有時候被合稱「犯罪學三聖」。因為他們都是義大利學者，所以也被稱為「義大利學派」。

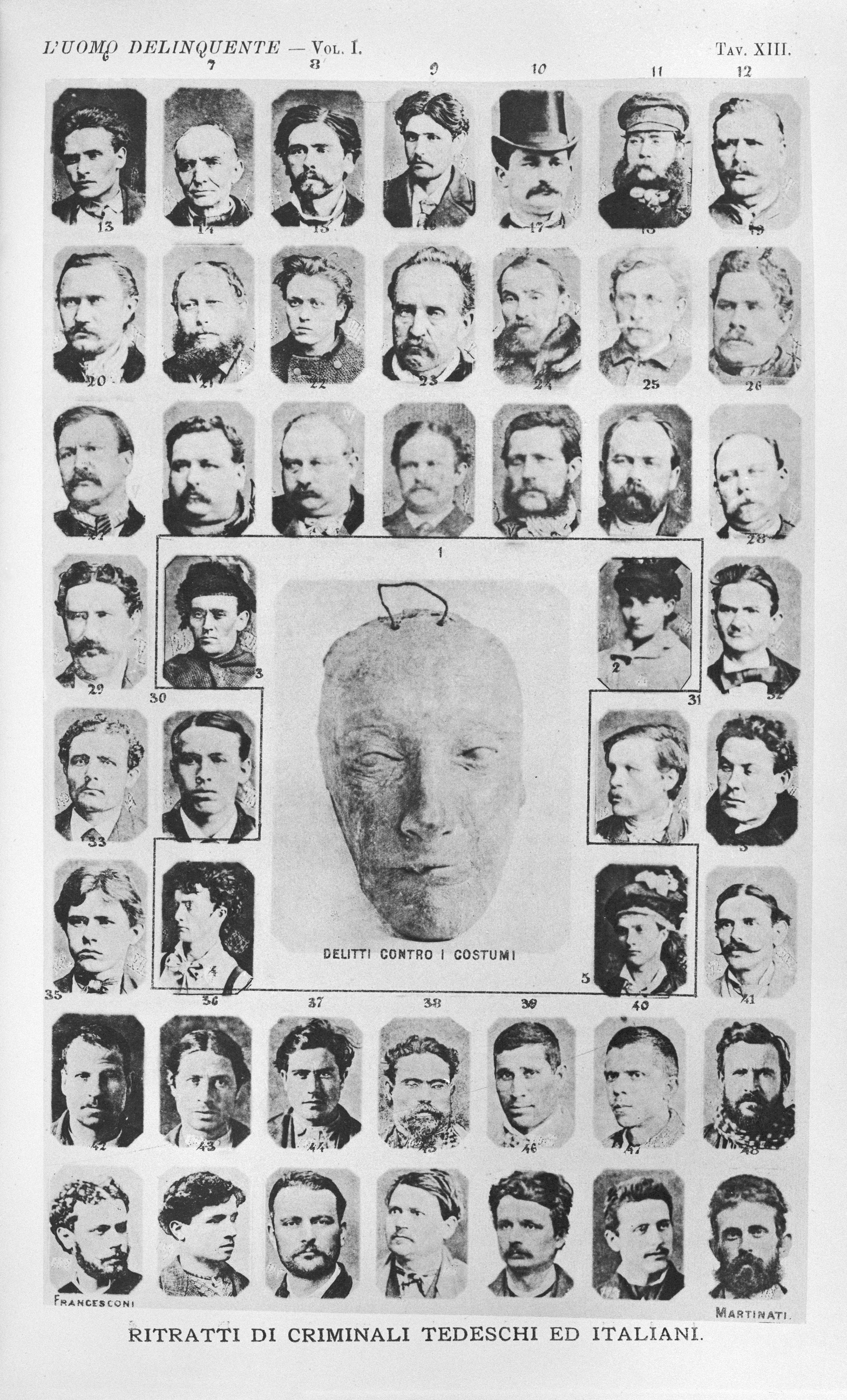
一组德国与意大利犯罪分子的照片，《犯罪人论》（l'Uomo Delinquente） ，犯罪学家切萨雷·龙勃罗梭著。

切薩雷·龍勃羅梭（1835 - 1909）是19世紀後義大利的監獄醫生，主要領域是精神醫學。他對於犯罪人的生理特徵特別著迷，主張用經驗證據來認識犯罪，是生理實證主義（犯罪學生物學派）的開創者，也被稱為「實證犯罪學之父」。他建議用觀察一些物理特徵——諸如枕骨形狀、手臂長度、耳朵凸出程度等等——如果有返回尼安德特人的「返祖現象」，則標示著犯罪的較高可能性。這條路線帶著《顱相學》及達爾文《進化論》之內涵。龙勃罗梭的犯罪学研究涉足人种学、人体测量学、生理学、历史学、社会学、民族学、环境学、地理学及气候学等，他认为除了环境与经济问题，人种差异也是因素之一，他发现不同人种的犯罪率、犯罪严重性与犯罪方式亦有所不同，冲动性犯罪（例如杀人、强奸、伤害等）似乎在一些群体中占有较大比重。但因為龙勃罗梭的研究樣本太少（383名男性，80名女性），且缺乏對照組，並不符合有效科學研究的條件，所以其理論沒有科學價值。犯罪生理成因的研究，到了20世紀轉移主題為基因特徵及營養攝取。
恩里科·费里（1856 - 1929），19世紀末到20世紀初義大利的犯罪學學者，他是龍勃羅梭的學生。費利認為生理與社會都是犯罪行為的重要原因，並主張犯罪人不需要為其罪行負責，因為犯罪的原因並不是犯罪人所能控制的。
拉斐尔·加罗法洛（1851 - 1934），19世紀末到20世紀初義大利的犯罪學學者、法學者。加洛法羅曾提出以下的理論：
1. 受達爾文《進化論》的影響（參見：社會達爾文主義），主張犯罪人應依進化法則予以淘汰。淘汰方法有三：死刑、部分淘汰與強迫隔離。
2. 認為犯罪具有共通性，意即為「各民族所不能容忍，且不得不以懲罰手段加以鎮壓」。故提出「自然犯罪」（Natural Crime）一詞：危害社會之不道德行為，且欠缺「誠實」與「憐憫」這兩種人類共有之道德情感。
3. 犯罪成因應擴及心理及社會層面而為探討。

龍布羅梭、費利、加洛法羅三人所提的犯罪成因三面向：生理、心理、社會，基本上已涵蓋了犯罪學研究的全部面向；當然，隨著實證技術和科技進步，現代能做的研究比他們當時更為深入、有效、有效率許多。雖然他們當時受限於實證技術不足，能為各自理論提出的證據其實非常薄弱，以致於只能算是「空言主張」的程度；不過他們倡導以科學方法研究犯罪成因，由此開創新研究領域，人類的社會管理從中獲益良多，仍值得史書記上一筆。

### 社會學實證主義
與義大利學派大約同時期，19世紀的歐洲其他國家較不流行從生理、心理之類的個人層次來分析犯罪，較流行的是社會學實證主義，從社會結構與社會階級切入，認為諸如貧窮、次文化與及低教育水平是驅使犯罪行為的深層原因：
- 凱特勒 ，19世紀前半比利時的天文學家、數學家、統計學家，透過統計分析審視犯罪和社會因素的關係。他發現年齡、性別、貧窮、教育和酗酒是犯罪的主要相關因素[7]。
- Henry Mayhew（1812年 - 1887年），19世紀中葉英國的記者、社會研究者，使用經驗主義及人種學的方法探索社會問題和貧窮，他的研究成果先以連載發表於倫敦的報紙《Morning Chronicle（英语：Morning Chronicle）》上，於1851年集結成三冊的《倫敦工人和倫敦貧民（英语：London Labour and the London Poor）》，1861年再補充出版〈別冊〉（Extra Volume）[8]。
- Rawson W. Rawson（1812年 - 1899年），19世紀中與後半英國高階公務員與統計學家，從統計中發現人口密度和犯罪率之間的關係，擠擁的城市誘導著罪行的發生[9]。
- Joseph Fletcher和John Glyde也在倫敦統計學會（英语：Statistical Society of London）中發表關於犯罪的地區分佈的研究[10]。
- 涂爾幹，19世紀後半到20世紀初法國社會學家，認為由于社会结构的不完整性，必然存在犯罪，無法消滅[11]

### 芝加哥學派
芝加哥學派在20世紀初興起，主要由美國芝加哥大學的罗伯特·E·帕克、Ernest Burgess及其他城市社會學家所建立。二十年代，帕克和Burgess發現在城市發展中經常出現的同心圓模式。在1940年代，Henry McKay和Clifford R. Shaw聚焦於青少年犯罪(或譯：少年非行)，發現他們集中在上述同心圓的「過渡地帶」，亦即少數民族區和貧民區。
芝加哥學派採取社會生態學方法研究城市，並認為大部份的貧窮居民都在社會結構和家庭、學校等地方感到挫敗。這造成社會解體，縮小家庭與學校等社會組織控制行為的能力，與及創造偏差行為和犯罪的環境誘因。
芝加哥學派的蘇哲蘭於1939年著作的《犯罪學原理》三版中，發表了《差別接觸理論》，主要認為人們從與他人的交往經驗中學習到犯罪行為。

### 社會心理學結合認知神經科學
犯罪學實證主義到了20世紀後半，英國心理學家汉斯·艾森克認為個性和神經機能更可能導致犯罪行為。他為犯罪行為設定了類似Hervey M. Cleckley及Robert Hare界定的心理病態（psychopathic）的標準。他的模型則借鑒於關於兒童社會化的理論。他的理論為犯罪學的生理解釋和社會學習理論之結合舖平了道路，這條道路是1960年代迄今（2013）研究人類行為（犯罪也是人類行為之一種）的顯學。
亦參見：行為學派心理學家斯金纳和社會心理學家班杜拉。

## 新古典學派
在犯罪學當代史上，新古典學派（英語：Neo-classical School）指的是1970年代起於美國、加拿大的復古思潮，起因是對於矯治理想破滅的失望。
20世紀上半，北美的社會、政府投注了大筆資源在犯人矯治上，但犯罪率和再犯率仍居高不下。一個重要的里程碑是1974年由Robert Martinson所發表的《什麼有用？監獄改革的問題和答案》一文。他結論段的標題“Does nothing work?”被擷取、傳頌為聳動的兩個字：“Nothing Works!”。主流社會失望之餘，轉而不再支持矯治理想，而是譴責犯罪人：一樣都是人，我們就能理性行事、奉公守法，你們為什麼不行？敬酒不吃吃罰酒，那就別怪我們刑罰相向、不再寬容。
在犯罪學的新古典思潮中，18世紀的貝加利亞和邊沁的古典理論再度成為主流，亦即功利主義。不過新古典主義犯罪學比古典學派多了一個但書：但如果迅速的、嚴厲的懲罰還不能嚇阻某些犯人，那麼依宣判的刑度監禁到完，不給予假釋，也是他們應得的（活該的）（英語：deserve it）。
新古典學派解釋犯罪成因的代表性理論是《理性選擇理論》。由新古典主義衍生的刑罰理論是在美國、英國以Andrew von Hirsch為代表的《罪有應得理論》（英語：Just Deserts Theory）。起於美國、後來英國也引進的、舉世聞名的「量刑準則」，便是「罪有應得」想法下的產物：精確計算出「應得」的刑罰。在德國，21世紀初以Michael Pawlik為主的《新應報理論》（die neue Vergeltungstheorie），基本上也是《罪有應得理論》。
新古典學派在研究方法上的問題是「證據眼盲」：來自心理學、關於矯治成效的證據被忽略不看，或者被不理性地貶低。同以「知識之取得不看證據」而言，新古典學派和古典學派是類似的：古典學派是受限於當時的人類行為科學不發達，所以沒有證據可看，尚情有可原；新古典學派則是有豐富的證據供取閱仍選擇忽視。
關於新古典學派的「證據眼盲」有個令人惋惜、但不受重視的插曲：“What Works?”發表5年後，Robert Martinson在1979年承認自己當初的結論錯誤，並且自殺。但不管是當時犯罪學主流的社會學派，或是政界、民眾，少有人關注這件事，而是繼續揮舞著“Nothing Works!”  的標語，貶低、否定矯治的功效，不斷提高嚴刑峻罰，例如著名的「三振出局法案」、「潔西卡法案」、「終身監禁不得假釋」、「假治療之名行無期徒刑之實」等等。這種態度直到21世紀，2010年代才慢慢開始有所轉變。